# Castell Dolbadarn
El Castell Dolbadarn —Dolbadarn Castle (anglès)— és una pintura a l'oli realitzada per J. M. W. Turner entre els anys 1798 i 1779 que representa el Castell Dolbadarn. L'obra va ser part d'un cos de treball complet realitzat per Turner durant una gira per la regió, que incloïa Dolbadarn, Llanberis i d'altres parts de Snowdonia. Molts dels estudis de suport es poden trobar en un llibre de dibuix conservats a la Tate Britain (registre: TB XLVI). Quan Turner va retornar al seu estudi de Londres, va desenvolupar aquests esbossos en una sèrie de pintures més reeixides de Gal·les del Nord, incloent aquesta pintura que ara es conserva en la Biblioteca Nacional de Gal·les.
Aquesta pintura és particularment coneguda per ser un dels dos quadres que Turner va presentar per aconseguir el seu diploma en la Royal Academy of Arts l'any 1800. L'abril del 2016, la pintura Castillo Dolbadarn va ser seleccionada com una de les deu més grans obres artístiques de Gal·les pel projecte Europeana.
La pintura és una representació d'un esdeveniment d'artistes del segle xiii d'una certa importància en la història de Gal·les. Representa Owain Goch, germà del príncep Llywelyn ap Gruffudd, sent capturat pels soldat a la presó del castell Dolbadarn. Owain va ser empresonat al castell entre el 1255 i el 1277, any en què va ser alliberat. L'empresonament d'Owain, -a la pintura vestit de vermell-, va ser un esdeveniment històric important, ja que va deixar el seu germà Llywelyn lliuri per concentrar-se a la Unión de Gal·les.
El marc del quadre va ser especialment encarregat pel pintor John Jones, de Londres, prop dels anys 1940. L'obra va ser adquirit per la Biblioteca Nacional de Gal·les amb l'ajut del National Art Collection Fund i la National Lottery. El mitjà empleat és l'oli sobre un plafó de fusta i l'àrea visible mesura 45,5 × 30 cm., amb el marc 62 × 50 cm.